# Леонов Іван Петрович
Леонов Іван Петрович — російський сценарист.
Народився 1897 року. Був садівником, кіномеханіком. Навчався у семінарії та в університеті. Був редактором у фронтових газетах.
З 1923 року працював у Москві в «Держкіно», потім перейшов на профспілкову і партійну роботу.
Автор сценарію фільму «Дівчина з палуби» (1928).